# Cul-de-sac (film)
Pour les articles homonymes, voir Cul-de-sac.
Pour plus de détails, voir Fiche technique et Distribution.
Cul-de-sac est un film britannique de Roman Polanski, sorti en 1966.

## Synopsis
Deux gangsters patauds tombent en panne de voiture sur une presqu'île. La marée montant, ils s'immiscent dans la vie de deux châtelains, seuls propriétaires de l'île.

## Fiche technique
- Titre : Cul-de-sac
- Titre de travail (non retenu) : Cul-de-Sac ou Si Katelbach arrive[1]
- Réalisation : Roman Polanski
- Scénario : Gérard Brach et Roman Polanski
- Musique : Krzysztof Komeda
- Direction artistique : George Lack
- Décors : Voytek
- Photographie : Gilbert Taylor
- Montage : Alastair McIntyre
- Production : Gene Gutowski, Michael Klinger (en), Tony Tenser (en) et Sam Waynberg
- Sociétés de production : Compton Films, Tekli British Productions
- Société de distribution : Sigma III Corp.
- Pays de production :  Royaume-Uni
- Langue de tournage : anglais
- Genres : comédie dramatique, thriller
- Durée : 113 minutes
- Format : noir et blanc - 35mm - 1,85:1 - son mono
- Dates de sortie :
  - Royaume-Uni : juin 1966
  - France : 2 décembre 1966

## Distribution
- Françoise Dorléac : Teresa
- Donald Pleasence : George
- Lionel Stander : Richard
- Jack McGowran : Albie
- Iain Quarrier : Christopher
- William Franklyn : Cecil
- Jacqueline Bisset : Jacqueline (créditée Jackie Bisset)
- Robert Dorning (en) : Philip Fairweather
- Marie Kean : Marion Fairweather
- Geoffrey Sumner (en) : le père de Christopher
- Renée Houston (en) : la mère de Christopher
- Trevor Delaney : Nicholas

## Production

### Choix de la distribution
Quelques jours avant le début du film, Polanski n'avait pas d'actrice pour le rôle de Teresa, bien qu'il ait auditionné beaucoup de comédiennes et de mannequins. Un des producteurs lui souffle alors le nom de la sœur de Catherine Deneuve - que Polanski a dirigée dans Répulsion - Françoise Dorléac. Ce n’est pas son premier rôle en anglais, mais son troisième.

### Tournage
Le film a été tourné en 1965 sur l'île de Lindisfarne dans le comté de Northumberland en Angleterre.
Cul-de-sac fut un tournage particulièrement difficile : conditions météorologiques catastrophiques, coupes budgétaires, manque de temps, manque de soutien de l'équipe à l'égard de Roman Polanski, caractères difficiles des deux comédiens principaux, etc. Lionel Stander était particulièrement ingérable sur le tournage. Il refusait de se rendre aux répétitions, arrivait sur le plateau à l'heure qu'il souhaitait, et était même désagréable avec les membres de l'équipe. La scène où il doit fouetter Teresa sur les cuisses avec la boucle de sa ceinture n'est pas simulée. Françoise Dorléac subit réellement les coups de Stander, qui se plaignit par la suite d'avoir mal aux genoux (en effet, Teresa est allongée sur le ventre contre les pavés, et Richard est littéralement assis sur elle, les genoux contre le sol).
Lors de la scène de la plage où Teresa va se baigner nue, Françoise Dorléac s'est évanouie  : le froid et l'eau gelée avaient apparemment causé cet évanouissement. Roman Polanski considère que cet incident fut pour l'équipe la goutte d'eau qui fit déborder le vase.

## Distinctions
- Berlinale 1966 : Ours d'or[4]

## Référence au film
L'auteur-compositeur-interprète Yves Simon mentionne ce film dans les paroles de la chanson Le Film de Polanski, sortie en 1975 de l'album Raconte-toi : « Dans un ciné / Place de Clichy / Y avait un film / De Polanski / Pas Chinatown / Mais Cul-de-sac / Celui avec / La Dorléac ».